# Antonov An-8
O Antonov An-8  foi um avião de dupla hélice que era usado como transporte militar leve. Foi desenvolvido nos anos 50 e construído em uma fábrica na cidade de Tashkent.